# Бур-Кем (приток Воли)
Бур-Кем — река в России, протекает по Республике Коми. Устье реки находится в 106 км по левому берегу реки Воль. Длина реки составляет 29 км. В 7 км от устья по левому берегу впадает река Койтавож.

## Данные водного реестра
По данным государственного водного реестра России относится к Двинско-Печорскому бассейновому округу, водохозяйственный участок реки — Вычегда от истока до города Сыктывкар, речной подбассейн реки — Вычегда. Речной бассейн реки — Северная Двина.
Код объекта в государственном водном реестре — 03020200112103000013865.